# Storm (strip)
Storm is een Brits-Nederlandse stripreeks, oorspronkelijk getekend door Don Lawrence. Hoofdpersonen uit de strip zijn de astronaut Storm en Roodhaar, vanaf De Kronieken van Pandarve vergezeld door Nomad.
De strip was een initiatief van Don Lawrence en Martin Lodewijk. De serie is vooral bekend geworden om de kwaliteit van de tekeningen door Lawrence.
Begin 2006 werd bekend dat de Don Lawrence Collection een nieuwe tekenaar, Romano Molenaar, had aangetrokken voor het tekenen van een vervolg. De eerste bladzijden van dat vervolg, De Navel van de Dubbele God, zijn eind 2006 verschenen in het striptijdschrift Myx. Op de potloodtekeningen van Molenaar wordt geschilderd door Jorg de Vos. De Vos zorgt ook voor de inkleuring en vanaf verhaal 26 De muiters van Anker voor de tekst. Inmiddels is er een tweede team en staan er meerdere (al dan niet voorgepubliceerde) albums in de planning.
De spin-off De Kronieken van de Tussentijd is getekend door Dick Matena.

## Inhoud
Storm is een sciencefictionstrip, maar voldoet niet aan alle SF-stereotypen. Hoewel de strip zich afspeelt in de toekomst valt dit uit sommige verhalen niet af te leiden, zo bevatten veel verhalen een duidelijke fantasy-component.
Storm is een astronaut die begin 21ste eeuw een reis maakt naar de rode vlek van Jupiter. Daar aangekomen wordt hij meegesleurd. Als hij er weer uit weet te komen en terugkomt op de aarde blijkt dat hij een reis in de tijd heeft gemaakt. Alles op aarde is veranderd. De continenten zijn veranderd in ijzige bergen en de zeebodem wordt bewoond. Een kleine inconsequentie is dat Storm miljoenen jaren vooruit zou zijn gereisd, maar dat hij de mensen op aarde toch verstaat en dat de mensen bovendien nog "normaal" zijn. De beschavingen op aarde zijn ingestort en glijden af naar barbarisme, maar er zijn nog wel restanten van de hoogstaande beschavingen.
Later blijkt dat de Aarde al duizenden jaren gecontroleerd wordt door de buitenaardse Azuriërs die de menselijke beschaving barbaars houden zodat ze geen gevaar voor hen opleveren. Storm en Roodhaar binden de strijd met de Azuriërs aan, en al gauw leven de aardlingen en Azuriërs vredig naast elkaar op aarde.
Later probeert Storm terug te reizen naar zijn eigen tijd via de rode vlek, maar hij komt nog verder terecht in de toekomst. Daar ontdekt hij dat kort nadat hij in de tijd vooruit reisde, in zijn eigen tijd de menselijke beschaving instortte door een neutronenramp, en dat terugkeer dus onmogelijk blijkt.
In deel 10 maakt de reeks een herstart en komt Storm terecht in het parallel universum Pandarve, waar de verdere avonturen zich afspelen.

## Personages

### Hoofdpersonen
In de reeks komen de volgende drie hoofdpersonen voor:
- Storm is de hoofdpersoon. Hij is een astronaut die begin 21ste eeuw een reis maakt naar de rode vlek van Jupiter. Daar aangekomen wordt hij meegesleurd naar de toekomst.
- Roodhaar is een vrouw die op de toekomstige Aarde leeft. Zij is de nazaat van een volk dat over een hoogwaardige technologie beschikte, maar nu door barbaren wordt onderdrukt. Zij helpt Storm en sluit zich na de vernietiging van haar stad bij hem aan.
- Nomad is een prins van een koninkrijk op de planeet Pandarve, die was weggelopen van zijn ouderlijk huis. Hij sluit zich bij Storm aan, maar keert nog eenmaal terug om de troon te verdedigen tegen zijn machtswellustige nicht. Nomad is, net zoals zijn landgenoten, kaal, en heeft een vuurrode huid.

### Antagonisten
De belangrijkste antagonisten zijn:
- De supervisor, een hooggeplaatste Azuriër die de leiding had over alle Azurische koloniën op Aarde. Hij probeert Storm gevangen te nemen en zijn geheugen te wissen, maar Storm ontsnapt en zet de mensheid aan tot opstand. De supervisor, die dit zwaar wordt aangerekend en hiervoor op een gegeven moment zelfs gevangen wordt gezet, doet er alles aan om de opstand neer te slaan en de Aarde te heroveren.
- Stal&In is een naar Stalin vernoemde robot die op de planeet Zialtab een communistische dictatuur leidt. Nadat Storm deze dictatuur heeft vernietigd weet het computerprogramma dat Stal&In beheerst via allerlei elektronica een tijdmachine te bereiken. Door terug in de tijd te reizen tracht hij de geschiedenis te veranderen om zo alsnog het communisme de Koude Oorlog te laten winnen.
- Marduk is theocraat van Pandarve en als zodanig de hoogste priester en wereldse plaatsvervanger van de planeet-godin. Marduk misbruikt zijn macht en wil Storm, die hij de Anomalie noemt, gevangennemen. Omdat Storm door de tijd heeft gereisd bezit hij een verborgen kosmische energie, die Marduk wil aanwenden om zelf een god te kunnen worden. Ondanks dit tolereert de planeetgodin Pandarve hem als theocraat, naar eigen zeggen 'omdat ze niet beter kon krijgen.'
- Boforce is een misdadiger en de sterkste vrouw op Pandarve. Ze komt met Storm in aanvaring als zij met haar kompanen Twello en Varakker via een trein probeert te ontsnappen en per ongeluk daarmee een magische dimensie, de Wentelwereld, inrijdt. In De Navel van de Dubbele God volgt een tweede confrontatie met haar.

## Albums

### Commandant Grek
Commandant Grek (1976) was de eerste poging om een nieuwe stripserie getekend door Don Lawrence op te starten. Uitgeverij Oberon keurde het verhaal, Gevangenen van de tijd, echter af. Als tweede poging werd de reeks Storm gestart, waarvan het eerste verhaal sterk op het verhaal van Commandant Grek leek. Ook de delen 4, 5 en 6 tonen sterke overeenkomsten met Commandant Grek. Nadat Storm een succesvolle stripreeks bleek te zijn werd het verhaal als nummer 0 alsnog als album uitgebracht.
- 0.  Gevangenen van de Tijd (1984) (scenario van Vince Wernham)

### De kronieken van de diepe wereld
Deze eerste verhalen werden later ingedeeld onder de categorie: De kronieken van de diepe wereld. Tussen deze verhalen is weinig samenhang. Deel 4, 5 en 6 vormen samen een drieluik, hoewel ze niet nauwkeurig op eerdere delen aansluiten. De vervallen barbaarse aarde wordt bevrijd van het juk der Azuriërs waarna de aarde veel geciviliseerder wordt. Deel 7 en 8 hebben ook enige samenhang en borduren nog wel ietwat voort op de eerdere delen. Storm komt nog verder in de toekomst, zodat het idee van een vervallen aarde weer terugkeert.
- 1.  De diepe wereld (1978) (scenario van Philip 'Saul' Dunn)
- 2.  De laatste vechter (1979) (scenario van Martin Lodewijk)
- 3.  Het volk van de woestijn (1979) (scenario van Dick Matena)
- 4.  De groene hel (1980) (scenario van Dick Matena)
- 5.  De strijd om de aarde (1980) (scenario van Dick Matena)
- 6.  Het geheim van de Nitronstralen (1981) (scenario van Dick Matena)
- 7.  De legende van Yggdrasil (1981) (scenario van Kelvin Gosnell)
- 8.  Stad der verdoemden (1982) (scenario van Kelvin Gosnell)
- 9.  De sluimerende dood (1982) (scenario van Don Lawrence)

### De kronieken van Pandarve
Omdat de reeks Storm niet zo goed liep besloten Don Lawrence en Martin Lodewijk een nieuwe start te maken. Lodewijk zou voortaan zelf de scenarist zijn. Er vond in de verhaallijn ook een ingrijpende verandering plaats. Storm en Roodhaar werden naar het multiversum Pandarve gestraald, waar ze kennismaakten met Nomad, en ook een nieuwe vijand kregen: Marduk, de theocraat van Pandarve. De verhalen werden in dit nieuwe multiversum wat uitzinniger. De eerste twee delen van De kronieken van Pandarve (deel 10 en 11) vormen min of meer een doorlopend verhaal.
De laatste drie albums die door Don Lawrence zijn getekend (deel 20, 21 en 22) vormen een drieluik, en tevens een soort open afsluiter. Storm en co moeten hierin samenwerken met Marduk om Pandarve van de ondergang te redden. Een vreemd ruimteschip (de Indringer) nadert de planeet-godin Pandarve. Het blijkt uit allerlei cocons te bestaan waarvan eentje voor de neutronenramp op aarde de ruimte ingestuurd was om replica's te bouwen en een nieuwe woonplaats te zoeken. Door systeemfouten zijn zeer eigenaardige cocons ontstaan en blijven de cocons bij elkaar plakken in plaats van dat ze wegzweven.
- 10.  De piraten van Pandarve (1983) (scenario van Martin Lodewijk)
- 11.  Het doolhof van de dood (1983) (scenario van Martin Lodewijk)
- 12.  De Zeven van Aromater (1984) (scenario van Martin Lodewijk)
- 13.  De doder van Eriban (1985) (scenario van Martin Lodewijk)
- 14.  De honden van Marduk (1985) (scenario van Martin Lodewijk)
- 15.  De levende planeet (1986) (scenario van Martin Lodewijk)
- 16.  Vandaahl de Verderver (1987) (scenario van Martin Lodewijk)
- 17.  De wentelwereld (1988) (scenario van Martin Lodewijk)
- 18.  De robots van Danderzei (1990) (scenario van Martin Lodewijk)
- 19.  De terugkeer van de Rode Prins (1991) (scenario van Martin Lodewijk)
- 20.  De Von Neumann-Machine (1993) (scenario van Martin Lodewijk)
- 21.  De Genesis Formule (1995) (scenario van Martin Lodewijk)
- 22.  De Armageddon Reiziger (2001) (scenario van Martin Lodewijk)

### De kronieken van Pandarve: vervolg
Zes jaar na de publicatie van het laatste album dat werd getekend door de in 2003 overleden Don Lawrence, is de serie weer opgepakt door Martin Lodewijk en twee nieuwe tekenaars: Romano Molenaar en Jorg de Vos. De tekenstijl lijkt veel op die van Don Lawrence zelf. In 2007 publiceerden zij hun eerste album, De Navel van de Dubbele God. In 2009 verscheen hun tweede album, De Bronnen van Marduk. In 2010 kwam het verhaal Het Rode Spoor dat eerder in Eppo was gepubliceerd uit. In 2012 kwam het verhaal De wisselwachters van hun hand.
- 23.  De Navel van de Dubbele God (2007) (scenario van Martin Lodewijk)
- 24.  De Bronnen van Marduk (2009) (scenario van Martin Lodewijk)
- 25.  Het Rode Spoor (2010) (scenario van Martin Lodewijk)
- 26.  De muiters van Anker (2011) (scenario van Jorg de Vos)
- 27.  De Wisselwachters (2012) (scenario van Jorg de Vos)
- 28.  De Race Van Opaal (2013) (scenario van Dick Matena)
- 29.  Het koraal van Kesmee (2014) (scenario van Rob van Bavel)
- 30.  De beul van Torkien (2017) (scenario van Rob van Bavel)
- 31.  Het gesticht van Krijs (2018) (scenario van Rob van Bavel)
- 32. Het offer van Narvatica (2020) (scenario van Rob van Bavel)
- 33. De Archivaris van het Licht (2022) (scenario van Rob van Bavel)
- 34. De jagers van Umatopee (2024) (scenario van Rob van Bavel)

### Kronieken van de Buitenring
Vanaf 2008 is er ook een tweede team gevormd om de serie meer continuïteit te geven. Willem Ritstier schrijft het verhaal dat getekend wordt door Minck Oosterveer. Dit duo is onder andere bekend van Zodiak, Nicky Saxx, TRUNK & Jack Pott. Het eerste verhaal van dit duo is in 2011 verschenen en heeft als titel De Banneling van Thoem.
Minck Oosterveer overleed op 17 september 2011 door een motorongeluk. De toekomst van de strip is nog onbekend.
- 1.  De Banneling van Thoem (2011) (scenario van Willem Ritstier)

## Spin-offs

### Kronieken van de Tussentijd
Deze verhalen spelen tussen het zesde en zevende deel van de Kronieken van de diepe wereld. De tekeningen zijn van de hand van Dick Matena, die dit bij de eerste twee delen onder de naam John Kelly deed. De eerste twee verhalen hebben te maken met de Voyager, waar een communist in de 20e eeuw stiekem een virus met communistische bestanden in stopte, waardoor op de planeet Zialtab, duizenden jaren later, alle robots met dit virus besmet zijn en hun planeet naar het model van de U.S.S.R modelleren. De nieuwe antagonist is hier Stal&In, een naar Stalin vernoemde robot en leider van de communistische samenleving op Zialtab.
Er had nog een vierde verhaal moeten verschijnen als vervolg op het derde: De Ruimte van Klein. Dit verhaal bleef echter onafgemaakt, totdat in 2022 bekend werd gemaakt dat het verhaal alsnog zou worden gepubliceerd, maar getekend door  Apri Kusbiantoro in plaats van Dick Matena.
Deze spin-off was niet zo succesvol als de oorspronkelijke reeks, omdat Matena's tekeningen weliswaar goed zijn, maar hij in geschilderde strips toch minder goed bleek dan Don Lawrence. Ook waren de verhalen minder sterk en vonden veel fans van de oorspronkelijke reeks de spin-off een manier van uitbuiting van de stripreeks.
- 1.  Het Voyager-Virus (1996) (scenario van Martin Lodewijk)
- 2.  De Dallas-Paradox (1997) (scenario van Martin Lodewijk)
- 3.  De Sterrenvreter (1998) (scenario van Martin Lodewijk)
- 4.  De Ruimte van Klein (2023) (scenario van Martin Lodewijk)

### Kronieken van Roodhaar
De kronieken van Roodhaar is een spin-off van Storm, geschreven door Roy Thomas, bedenker van o.a. Conan en Red Sonja en getekend door Romano Molenaar, de huidige tekenaar van Storm. In deze kronieken zal het voornamelijk om de metgezellin van Storm draaien, namelijk Roodhaar. De reeks speelt zich af in de periode voordat Roodhaar en Storm elkaar leren kennen. Van deel twee tot deel vijf werd de serie geschreven door Rob van Bavel, waarna hij opgevolgd werd door Robbert Damen. Daarnaast wordt elk verhaal voorgepubliceerd in Eppo Stripblad.
1. De legende van Krill (2014) (scenario van Roy Thomas)
2. De vijfde toren (2016) (scenario van Rob van Bavel)
3. De Ark van Noorach (2016) (scenario van Rob van Bavel)
4. Het Zwevende Gewest (2018) (scenario van Rob van Bavel)
5. De reuzen van het Gebroken Rif (2019) (scenario van Rob van Bavel)
6. Het jaar van de tweeling (2021) (scenario van Robbert Damen)
7. De parasiet van Danakill (2022) (scenario van Robbert Damen)

## Hommage
Ter gelegenheid van het 45-jarig jubileum van Storm publiceerde Eppo in 2020 een aantal hommageverhalen a la Agent 327. Deze werden gebundeld in het album Hommages, waarin ook het ongepubliceerde Storm-verhaal De poort naar Elders is opgenomen.